# Mamma Mia! (pel·lícula)
|  | Aquest article tracta sobre la primera pel·lícula. Vegeu-ne altres significats a «Mamma Mia». |

Mamma Mia! és una pel·lícula musical del 2008 basada en diverses cançons del grup ABBA. Està dirigida per Phyllida Lloyd i escrita per Benny Andersson i Björn Ulvaeus. El guió es basa en el musical creat per Catherine Johnson. S'ha doblat al català.
El títol es basa en el de la cançó d'ABBA del 1975 Mamma Mia. La pel·lícula va ser produïda per Universal Studios i la companyia de Tom Hanks Playtone i Littlestar. Es va estrenar el 3 de juliol a Grècia i el 18 de juliol als Estats Units.
Meryl Streep n'és l'actriu principal, en el paper de Donna Sheridan, i també hi actuen Pierce Brosnan, Colin Firth, Stellan Skarsgård i Amanda Seyfried.

## Argument
Sophie (Amanda Seyfried), una noia anglesa de 20 anys que viu a l'hotel de la seva mare en una illa grega, està per casar-se amb Sky (Dominic Cooper). La seva mare, Donna (Meryl Streep), mai no li ha dit qui és el seu pare, i quan Sophie troba el seu antic diari, troba l'adreça de tres homes que podrien ser el seu pare i decideix convidar-los al seu casament sense que la seva mare se n'assabenti.
Tot es complica quan Sam (Pierce Brosnan), Harry (Colin Firth) i Bill (Stellan Skarsgård) arriben a l'illa i es troben amb Sophie i Donna, l'última recolzada per les seves dues millors amigues Rosie (Julie Walters) i Tanya (Christine Baranski). Tots junts intenten resoldre el misteri de qui és el verdader pare de la jove Sophie.

## Producció
Encara que algunes escenes van ser gravades a les illes de Skopelos i Skiathos a Grècia, la majoria es van filmar a l'escenari 007 dels estudis cinematogràfics Pinewood Studios, per tal de poder controlar la llum i la temperatura. Les oficines de producció del film estaven ubicades a Pinewood Studios.
El primer avenç de Mamma Mia! va ser estrenat durant la setmana del 10 de desembre, en el 2007 durant el programa "Entertainment Tonight", i per al mes de gener l'avenç va ser llançat a la internet. La versió original en alta definició de l'avenç de la pel·lícula va ser publicat a la pàgina oficial del film.

### Publicitat
Universal Studios i Playtone han llançat una campanya publicitària que consta de la publicació de nou pòsters, vuit d'ells nord-americans i un francès. També la companyia va llançar 5 avenços, dos d'ells en format curt i tres per als cinemes.
La publicitat de Mamma Mia! va aconseguir ajuntar públicament els quatre membres del grup musical ABBA, després de més de 20 anys en no ser fotografiats junts.

### Curiositats
Els dos cantants Benny Andersson i Björn Ulvaeus d'ABBA tenen parts molt curtes a la pel·lícula, els cantants no són acreditats per les seves aparicions. Benny apareix com un pescador durant el cor de la cançó Dancing Queen. Björn és el déu grec, (al costat de Lyre), el qual banya les noies amb terra d'or al final de la pel·lícula. Per pura casualitat Phyllida Lloyd també va dirigir l'obra de teatre.

### Classificació
La pel·lícula ha estat classificada com a: PG-13 als Estats Units; B a Mèxic, a causa d'alguns comentaris sexuals; i, a Irlanda, PG, pel llenguatge adult.

## Repartiment principal
- Meryl Streep: Donna Sheridan, propietària de l'hotel Villa Donna, i mare de Sophie. Quan era jove va ser la cantant principal del grup de música Donna i les Dynamos que van crear ella, Rosie i Tanya.
- Amanda Seyfried: Sophie Sheridan, filla de Donna, i promesa de Sky.
- Pierce Brosnan: Sam Carmichael, arquitecte novaiorquès, i possible pare de Sophie.
- Colin Firth: Harry Bright, banquer anglès, i possible pare de Sophie. Aquest personatge està basat en la cançó de "Our Last Summer", on es caricaturitza aquest personatge.
- Stellan Skarsgård: Bill Anderson, novelista de viatges i navegant suec, possible pare de Sophie.
- Dominic Cooper: Sky, promès de Sophie, vol dissenyar una pàgina web per l'hotel de Donna.
- Julie Walters: Rosie Mulligan, una de les millors amigues de Donna, formava part del grup Donna i les Dynamos, ara és una escriptora de llibres de receptes soltera.
- Christine Baranski: Tanya Chesham-Leigh, l'altre millor amiga de Dona, que també formava part del grup Donna i les Dynamos, ara és una dona rica que ja s'ha divorciat tres vegades.
- Philip Michael: Pepper, és el cambrer de l'hotel, i el padrí de Sky. Quan coneix a Tanya intenta festejar amb ella tot i la diferència d'edat.
- Ashley Lilley: Ali, una de les millors amigues de Sophie i la seva dama d'honor.
- Rachel McDowall. Lisa, una de les millors amigues de Sophie i l'altra dama d'honor.

## Números musicals
La pel·lícula Mamma Mia! es basa en les cançons del grup ABBA. Per ordre d'aparició hi surten:
| Ordre | Títol                                         | Intèrpret                                                                                       | Minut    |
| ----- | --------------------------------------------- | ----------------------------------------------------------------------------------------------- | -------- |
| 1     | I Have a Dream                                | Amanda Seyfried                                                                                 | 00.00.39 |
| 2     | Gimme! Gimme! Gimme! (melodia)                | -                                                                                               | 00.01.47 |
| 3     | Honey, Honey                                  | Amanda Seyfried, Ashley Lilley, Rachel McDowall                                                 | 00.04.46 |
| 4     | Does Your Mother Know That Your Out (melodia) | -                                                                                               | 00.09.03 |
| 5     | Waterloo (melodia)                            | -                                                                                               | 00.11.10 |
| 6     | Money, Money, Money                           | Meryl Streep                                                                                    | 00.17.23 |
| 7     | Mamma Mia                                     | Meryl Streep                                                                                    | 00.26.29 |
| 8     | Chiquitita                                    | Christine Baranski, Julie Walters                                                               | 00.31.39 |
| 9     | Dancing Queen                                 | Meryl Streep, Christine Baranski, Julie Walters, i dones                                        | 00.36.44 |
| 10    | Our Last Summer                               | Amanda Seyfried, Pierce Brosnan, Colin Firth, Stellan Skarsgård                                 | 00.42.12 |
| 11    | Lay All Your Love On Me                       | Amanda Seyfried, Dominic Cooper                                                                 | 00.45.46 |
| 12    | Super Trouper                                 | Meryl Streep, Christine Baranski, Julie Walters                                                 | 00.48.53 |
| 13    | Gimme! Gimme! Gimme!                          | Tots                                                                                            | 00.52.30 |
| 14    | Voulez-Vous                                   | Tots                                                                                            | 00.57.13 |
| 15    | S.O.S                                         | Meryl Streep, Pierce Brosnan                                                                    | 01.06.26 |
| 16    | Does Your Mother Know                         | Christine Baranski, Philip Michael, i altres                                                    | 01.09.41 |
| 17    | Slipping Through My Fingers                   | Meryl Streep, Amanda Seyfried                                                                   | 01.15.52 |
| 18    | The Winner Takes It All                       | Meryl Streep                                                                                    | 01.21.22 |
| 19    | I Do, I Do, I Do                              | Pierce Brosnan, Meryl Streep, i dones                                                           | 01.31.26 |
| 20    | When All Is Said And Done                     | Pierce Brosnan, Meryl Streep, i altres                                                          | 01.32.34 |
| 21    | Take A Chance On Me                           | Julie Walters, Stellan Skarsgård, i Colin Firth                                                 | 01.35.00 |
| 22    | I Have A Dream                                | Amanda Seyfried                                                                                 | 01.38.19 |
| 23    | Dancing Queen                                 | Meryl Streep, Christine Baranski, Julie Walters                                                 | 01.39.49 |
| 24    | Waterloo                                      | Meryl Streep, Christine Baranski, Julie Walters, Pierce Brosnan, Colin Firth, Stellan Skarsgård | 01.42.10 |
| 25    | Thank You For The Music                       | Amanda Seyfried                                                                                 | 01.44.13 |

## Estrena
Mamma Mia! es va estrenar a Londres el 30 de juny del 2008, només dos dies abans de la seva estrena alternativa, el 2 de juliol, a Grècia. Durant la premier a Suècia els membres femenins del grup ABBA, Anni-Frid Lyngstad i Agnetha Fältskog van acompanyar a Björn Ulvaeus i Benny Andersson. És la primera vegada que els quatre membres del grup són fotografiats junts des de 1986.

## Premis
| Any  | Categoria                                              | Resultat  |
| ---- | ------------------------------------------------------ | --------- |
| 2008 | Globus d'Or a la millor pel·lícula - Comedia o musical | Candidata |
| 2008 | Globus d'Or a la millor actriu per Meryl Streep        | Candidata |

## Seqüela
En un anunci inesperat, Universal Pictures va confirmar la seqüela de la coneguda Mamma Mia! que va ser estrenada el 20 de juliol de 2018, dos dies després que l'original complís deu anys des de la seva estrena a les sales de tot el món.
Titulada Mamma Mia! Here We Go Again, aquesta segona part compte amb els membres del repartiment original que inclou una llista d'estrelles de la talla de Meryl Streep, Pierce Brosnan, Colin Firth, Amanda Seyfried i Stellan Skarsgård. A més, des de l'estudi van prometre sumar noves cares a la història.
La primera pel·lícula la va dirigir Phyllida Lloyd, qui havia liderat també la versió original per teatre estrenada anys abans amb èxit al West End de Londres i a Broadway. Però en aquesta ocasió, Universal li va cedir el timó a Ol Parker, director de l'exitosa pel·lícula L'exòtic Hotel Marigold que va portar bons resultats de taquilla.
Universal va situar la pel·lícula en el que es coneix a Hollywood com "fast track", la via ràpida per la qual un film es roda i es post produeix en un curt període per satisfer a la 'demanda'. Qualsevol diria que deu anys són molt, però a Mamma Mia! l'avalen altres èxits, inclòs el llegat de la discografia d'ABBA les cançons tornaran a copar la seqüela.
Durant l'estiu de l'any 2008, la pel·lícula protagonitzada per Meryl Streep va recaptar més de $600 milions a tot el món, una xifra escandalosa per a un musical de $52 milions de pressupost que, tot i unes crítiques poc entusiastes, va aconseguir encadenar èxits en molts mercats internacionals diferents i convertir-se en un fenomen de la venda en DVD.